# Gironella
Gironella – gmina w Hiszpanii, w prowincji Barcelona, w Katalonii, o powierzchni 6,83 km². W 2011 roku gmina liczyła 5063 mieszkańców.